# Недзьвяда (Лодзинське воєводство)
Недзьвяда (пол. Niedźwiada) — село в Польщі, у гміні Лович Ловицького повіту Лодзинського воєводства.
Населення — 312 осіб (2011).
У 1975—1998 роках село належало до Скерневицького воєводства.

## Демографія
Демографічна структура станом на 31 березня 2011 року:
|          | Загалом | Допрацездатний вік | Працездатний вік | Постпрацездатний вік |
| -------- | ------- | ------------------ | ---------------- | -------------------- |
| Чоловіки | 154     | 37                 | 105              | 12                   |
| Жінки    | 158     | 23                 | 101              | 34                   |
| Разом    | 312     | 60                 | 206              | 46                   |